# Kuryliwka
Kuryliwka (ukrainisch Курилівка; russisch Куриловка Kurilowka) ist eine Siedlung städtischen Typs in der zentralukrainischen Oblast Dnipropetrowsk mit etwa 2650 Einwohnern (2012).

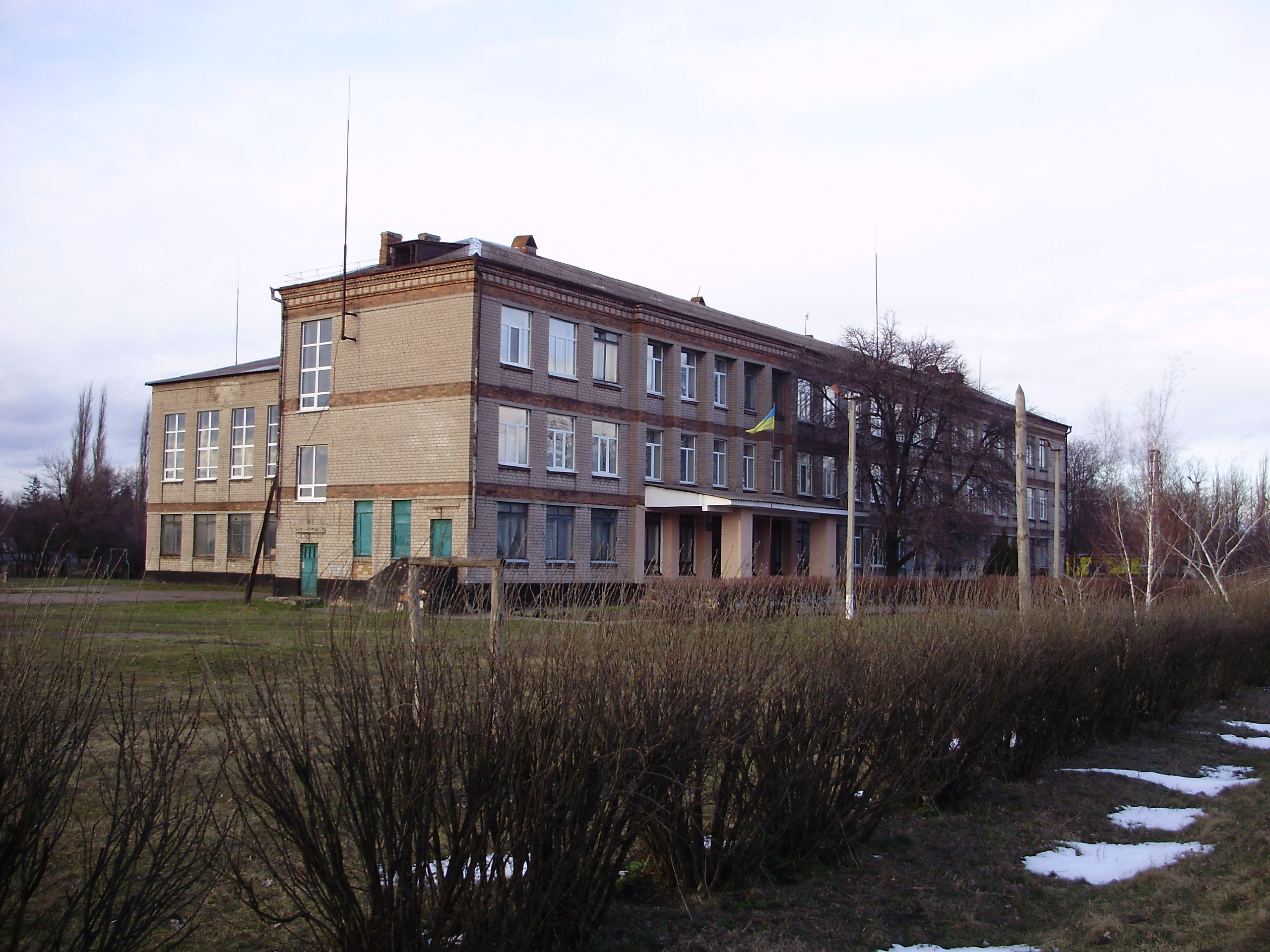
Schule im Ort

Die Siedlung liegt am Ufer des Dnepr gegenüber der Stadt Kamjanske 27 km südlich des ehemaligen Rajonzentrums Petrykiwka.
Der Ort wurde im 18. Jahrhundert durch Saporoger Kosaken gegründet, seit 1938 hat er den Status einer Siedlung städtischen Typs.
Am 12. Juni 2020 wurde die Siedlung ein Teil der neugegründeten Siedlungsgemeinde Petrykiwka, bis dahin bildete sie die gleichnamige Siedlungsratsgemeinde Kuryliwka (Курилівська селищна рада/Kuryliwska selyschtschna rada) im Süden des Rajons Petrykiwka.
Am 17. Juli 2020 kam es im Zuge einer großen Rajonsreform zum Anschluss des Rajonsgebietes an den Rajon Dnipro.